# Merosargus varicrus
Merosargus varicrus är en tvåvingeart som beskrevs av James 1971. Merosargus varicrus ingår i släktet Merosargus och familjen vapenflugor.
Artens utbredningsområde är Ecuador. Inga underarter finns listade i Catalogue of Life.